# Stawek pod Kościołkiem
Stawek pod Kościołkiem, Stawek pod Kościółkiem (słow. Pliesko pod Kostolíkom) – stawek położony na wysokości ok. 2075 m n.p.m. w górnych partiach Doliny Batyżowieckiej, w słowackiej części Tatr Wysokich. Stawek pod Kościołkiem nie jest dokładnie pomierzony.
Znajduje się w zachodniej odnodze górnych partii Doliny Batyżowieckiej, u stóp turni zwanej Kościołkiem, która je rozdziela. Stawek ma podłużny kształt, jego szerokość jest niewielka. Według Witolda Henryka Paryskiego jego prawidłowa nazwa to Stawek pod Kościołkiem, natomiast Józef Nyka opowiada się za nazwą Stawek pod Kościółkiem. Różnica w nazewnictwie stawku wynika ze zróżnicowanego nazewnictwa turni.
Do Stawku pod Kościołkiem nie prowadzą żadne znakowane szlaki turystyczne, więc nie jest on dostępny dla turystów.